# Наивко
„Наивко“ је југословенски филм из 1975. године. Режирао га је Јован Живановић, а главну улогу, Бузге Мирочког, игра Љубиша Самарџић.